# امپراتوری (ترانه شکیرا)
«امپراتوری» (به انگلیسی: Empire) ترانه‌ای از هنرمند اهل کلمبیا شکیرا است.